# Bill Watts
Pour les articles homonymes, voir Watts (homonymie).
William F. "Bill" Watts, Jr, né le 5 mai 1939, est un ancien catcheur (lutteur professionnel) américain, principalement connu pour son travail à la Universal Wrestling Federation et un ancien promoteur au sein de la World Championship Wrestling.

## Palmarès
- American Wrestling Association

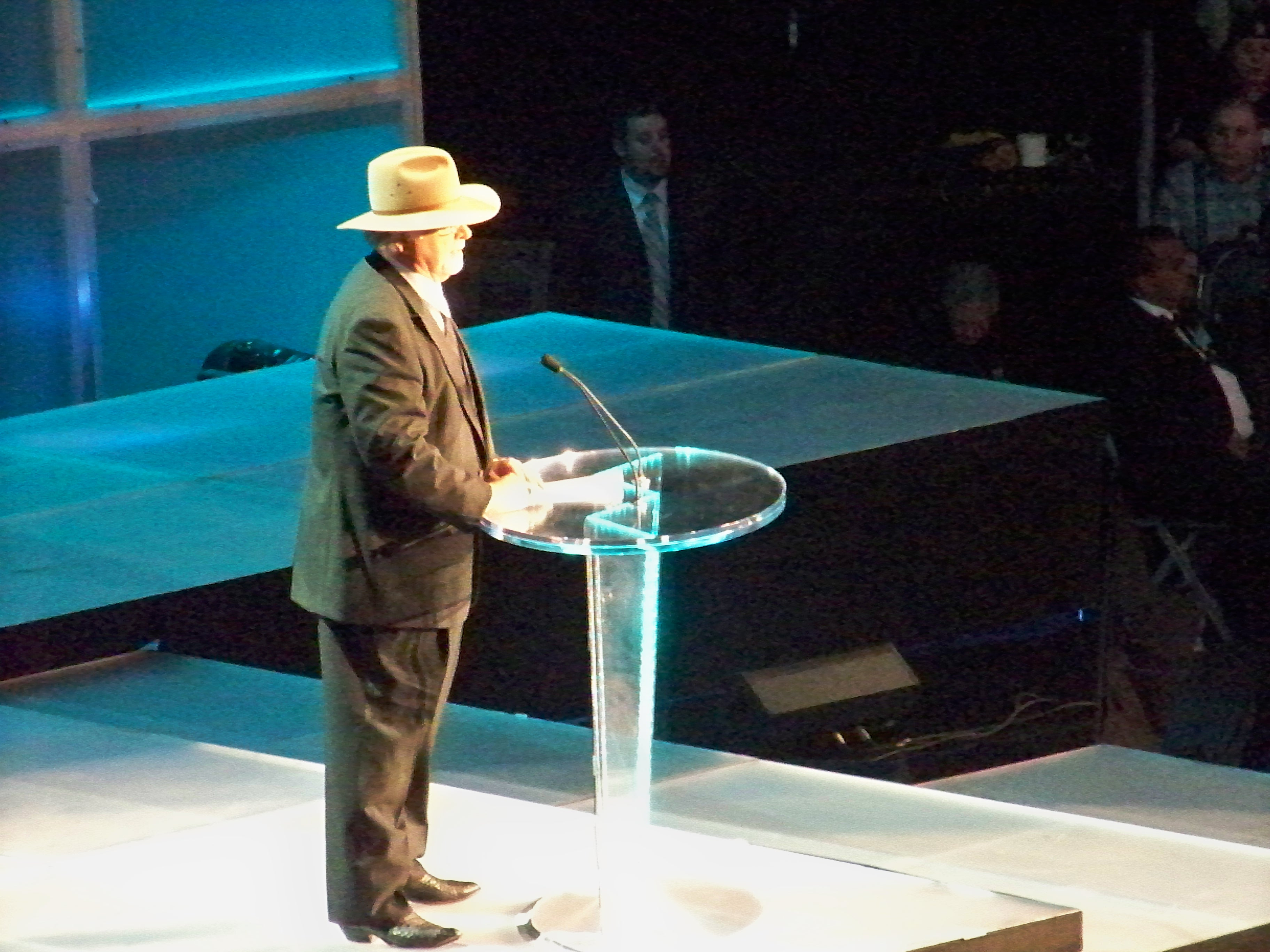
Bill Watts intronisé au WWE Hall of Fame en 2009.

  - 1 fois AWA United States Heavyweight Champion[2]

- Cauliflower Alley Club
  - Other honoree (2001)

- Championship Wrestling from Florida
  - 2 fois NWA Florida Heavyweight Champion[2]
  - 1 fois NWA Southern Heavyweight Champion[2]

- George Tragos/Lou Thesz Professional Wrestling Hall of Fame
  - Hall of Fame 2013[3]

- Gulf Coast Championship Wrestling
  - 1 fois NWA Gulf Coast Heavyweight Champion

- Japan Wrestling Association
  - 1 fois NWA International Tag Team Champion[2] avec Tarzan Tyler

- Georgia Championship Wrestling - Mid-South Sports
  - 1 fois NWA Georgia Heavyweight Championship

- NWA Tri-State / Mid-South Wrestling Association
  - 1 fois Mid-South North American Heavyweight Champion
  - 1 fois Mid-South Tag Team Champion[2] avec Buck Robley
  - 1 fois NWA Louisiana Tag Team Champion avec Buck Robley
  - 7 fois NWA Mid-South North American Heavyweight Champion[2]
  - 2 fois NWA Tri-State Brass Knuckles Championship
  - 5 fois NWA Tri-State Tag Team Championship - avec Jerry Kozak (1), Billy Red Lyons (1), Greg Valentine (1), Billy Robinson (1) and Buck Robley (1)

- Professional Wrestling Hall of Fame
  - Hall of Fame Classe 2013[4]

- World Class Championship Wrestling
  - 1 fois NWA Texas Heavyweight Championship[2]

- World Wide Wrestling Federation / World Wrestling Entertainment
  - 1 fois WWWF United States Tag Team Championship[2] avec Gorilla Monsoon
  - WWE Hall of Fame (2009)

- Wrestling Observer Newsletter awards
  - Wrestling Observer Newsletter Hall of Fame (1996)